# Hypsiscopus
Hypsiscopus — рід змій родини гомалопсових (Homalopsidae). Представники цього роду мешкають в Південно-Східній Азії. Умовно отруйні змії (реальної небезпеки для людини не становлять).

## Види
Рід Hypsiscopus нараховує 4 види:
- Hypsiscopus indonesiensis Hamidy, Zakky, Fitriyana & Endarwin, 2023
- Hypsiscopus matannensis (Boulenger, 1897)
- Hypsiscopus plumbea (Boie, 1827)
- Hypsiscopus wettsteini (Amaral, 1929)

## Етимологія
Наукова назва роду Hypsiscopus походить від сполучення слів дав.-гр. ὑψι — високо, нагорі і σκοπος — той, хто шукає.